# Washington (North Carolina)
Washington is een plaats (city) in de Amerikaanse staat North Carolina, en valt bestuurlijk gezien onder Beaufort County.

## Demografie
Bij de volkstelling in 2000 werd het aantal inwoners vastgesteld op 9583.
In 2006 is het aantal inwoners door het United States Census Bureau geschat op 10.060, een stijging van 477 (5,0%).

## Geografie
Volgens het United States Census Bureau beslaat de plaats een oppervlakte van 17,7 km², waarvan 16,8 km² land en 0,9 km² water. Washington ligt op ongeveer 6 m boven zeeniveau.

## Geboren
- Murray Hamilton (1923-1986), acteur

## Plaatsen in de nabije omgeving
De onderstaande figuur toont nabijgelegen plaatsen in een straal van 24 km rond Washington.